# Быково (Нюксенский район)
Быково — деревня в Нюксенском районе Вологодской области.
Входит в состав Городищенского сельского поселения, с точки зрения административно-территориального деления — в Космаревский сельсовет.
Расстояние до районного центра Нюксеницы по автодороге — 44 км, до центра муниципального образования Городищны по прямой — 4 км. Ближайшие населённые пункты — Шульгино, Бор, Лопатино, Мыгра.
По переписи 2002 года население — 19 человек.